# چارلز کرگ
چارلز کِـرِگ (انگلیسی: Charles Craig؛ ‏ تلفظ آمریکایی نام‌خانوادگی: ‎/krɛɡ/‎؛ ‏ ۱۳ اوت ۱۸۷۷ – مه ۱۹۷۲) بازیگر اهل ایالات متحده آمریکا بود.
از فیلم‌هایی که وی در آن نقش داشته‌است، می‌توان به در کالیفرنیای قدیم، محتکر گندم، در ایتالیای کوچک، ورای رنگین‌کمان و سه مرد و یک دختر اشاره کرد.